# Списък на реките в Унгария
А — Б — В — Г — Д —
Е — Ж — З — И — Й —
К — Л — М — Н — О —
П — Р — С — Т — У —
Ф — Х — Ц — Ч — Ш —
Щ — Ю — Я

### Б
- Бодва (110* км, 65 км в Унгария) ляв Шайо
- Бодрог (67* км, 52 км в Унгария) десен Тиса

### Д
- Драва (749* км, 167 км в Унгария) десен Дунав
- Дунав (2857* км, 417 км в Унгария) Черно море

### З
- Задва (179 км) десен Тиса
- Зала (126 км) езеро Балатон

### И
- Ипой (Ипел) (233* км, 143 км в Унгария) ляв Дунав

### К
- Кьорьош (91 км), ляв Тиса
- Красна (193* км, 46 км в Унгария) ляв Тиса

### Л
Лайта (180* км) десен Дунав
Лафтиц (114* км) ляв Раба

### М
- Марцал (100 км) десен Раба
- Мура (464* км, 71 км в Унгария) ляв Драва
- Марош (Муреш) (766* км, 71 км в Унгария) ляв Тиса

### П
- Пинка (100* км) ляв Раба

### Р
- Раба (Раб) (211* км, 188 км в Унгария) десен Дунав

### С
- Самош (Сомеш) (418* км) ляв Тиса
- Синва (30 км) ляв Шайо

### Т
- Тиса (966* км, 597 км в Унгария) ляв Дунав

### Ф
- Фекете Кьорьош (Кришул Негру) (168* км, 21 км в Унгария) десен Кьорьош
- Фехер Кьорьош (Кришул Алб) 236* км, 10 км в Унгария) ляв Кьорьош

### Х
- Хернад (Хорнад) (286* км, 118 км в Унгария) ляв Шайо

### Ш
- Шайо (Слана) (229* км, 123 км в Унгария) десен Тиса
- Шебеш-Кьорьош (Кришул-Репеде) (209* км) десен Кьорьош
- Шио (121 км) десен Дунав
- Шед (70 км) ляв Шарваз, ляв Шио